# Погорелая (Вологодская область)
Погоре́лая (вепс. Palatez) — деревня в Бабаевском районе Вологодской области России.
Входит в состав Пяжозерского сельского поселения, с точки зрения административно-территориального деления — в Пяжозерский сельсовет.
Расстояние по автодороге до районного центра Бабаево — 1205 км, до центра муниципального образования посёлка Пяжелка — 19,5 км. Ближайшие населённые пункты — Алексеевская, Григорьевская, Красная Гора, Макарьевская, Никитинская, Тарасовская, Яковлевская.
По переписи 2002 года население — 18 человек (9 мужчин, 9 женщин). Национальности — русские (61 %), вепсы (39 %).